# Antonimina
Antonimina község (comune) Calabria régiójában, Reggio Calabria megyében.

## Fekvése
Az Aspromonte-hegység északnyugati részén fekszik. Határai: Ciminà, Cittanova, Gerace, Locri, Portigliola és Sant’Ilario dello Ionio.

## Története
A 15. században alapították calabriai görög pásztorok. Neve valószínűleg a görög antónomosz szóból ered, amelyek jelentése virágos erdő. A 19. század elejéig nemesi birtok volt, a Geracei Hercegséghez tartozott. 1933-ban vált önálló községgé.

## Népessége
A népesség számának alakulása:

## Főbb látnivalói
- egy 12. századi kolostor romjai
- San Nicola di Bari-templom